# Yeondeunghoe
Lo Yeondeunghoe (연등회?, 燃燈會?; lett. "Festival delle lanterne di loto") è un festival delle lanterne che si tiene in Corea del Sud per celebrare il compleanno di Buddha. Si svolge ogni anno in tutto il paese, ma il più noto è quello di Seul, che si tiene nel distretto di Jongno, dove si trova il Tempio Jogyesa, tempio principale del più grande ordine buddista coreano, Jogye. Nel 2020 è stato inserito nella lista dei beni immateriali dell’UNESCO.
Dal 1960 il festival è stato annullato solo tre volte: per la Rivoluzione d'aprile del 1961, per la Primavera di Seul nel 1980 a causa della proclamazione della legge marziale, e nel 1970, per volere del governo di Seul che voleva evitare la congestione del traffico. Nel 2020 la comunità buddista ha per la prima volta annullato volontariamente il festival, a causa della pandemia di COVID-19.

## Storia
Lo Yeondeunghoe cominciò ad essere tenuto in tutta la nazione nel 12º anno del re Jinheung di Silla. I primi resoconti storici raccontano che si svolse al Tempio Hwangnyongsa di Gyeongju, e in seguito divenne particolarmente popolare durante la dinastia Goryeo. A quel tempo venivano accese delle lanterne e servito del tè; il re e i suoi sudditi si divertivano con musica e danze e pregavano Buddha per la pace del paese e della famiglia reale. 
Le offerte di lanterne di loto sono state una parte importante delle celebrazioni fin dall'inizio del buddismo, e si rifanno alle usanze indiane di offrire acqua, incenso e fiori. Nelle Dieci Ingiunzioni di Taejo di Goryeo, lo Yeondeunghoe era un importante evento annuale, anche nei villaggi rurali. Durante il regno del re Seongjong, il festival fu interrotto a causa dell'opposizione degli studiosi confuciani, per poi essere ripreso durante il regno del re Hyeonjong, della dinastia Joseon. Sotto questa dinastia fu poi vietato per ragioni politiche, ma nella pratica la gente lo conservò. All'inizio si teneva nel Daeboreum di Yeongwol, giorno della prima luna piena secondo il calendario lunare, ma fu poi spostato. 
Lo Yeondeunghoe è stato designato festa pubblica per celebrare il compleanno di Buddha nel 1975 ed è iniziato l'anno seguente con una sfilata di lanterne da Yeouido al Tempio Jogyesa. 

## Svolgimento
Originariamente creato per celebrare la nascita di Buddha, in epoca moderna è diventato un festival di primavera aperto a tutti che si svolge l'ottavo giorno del quarto mese lunare. Durante lo Yeondeunghoe tutte le strade sono decorate con lanterne di loto colorate a forma di un ottaedro rombico e la folla con lanterne fatte a mano si riunisce per una parata celebrativa. Le celebrazioni iniziano con il bagno di un'immagine del Buddha bambino, seguito da una processione pubblica di partecipanti con le lanterne. Dopodiché, i partecipanti si riuniscono per eventi ricreativi che culminano in giochi collettivi. Di solito i membri del pubblico possono partecipare portando lanterne fatte da loro per esprimere buoni desideri per se stessi, per le loro famiglie, per i vicini e per l'intero paese. Accendere una lanterna può essere interpretato come illuminare il cuore e il mondo, desiderando saggezza, misericordia, felicità e pace, e simboleggia anche l'illuminazione delle menti degli individui, delle comunità e di tutta la società attraverso la saggezza di Buddha. Questa tradizione di guardare le lanterne di loto e illuminare la mente è chiamata Gwandeung (觀燈).
Durante il festival vengono organizzate diverse attività culturali e sociali come esibizioni musicali e parate. La conclusione vera e propria si ha con lo Yeondeungnori, che si tiene a Insa-dong, di fronte al Tempio Jogyesa.